# Otkàznoie
Otkàznoie (en rus: Отказное) és un poble del krai de Stàvropol, a Rússia, que el 2017 tenia 2.862 habitants. Pertany al districte rural de Zelenokumsk.